# Angelo Dibona

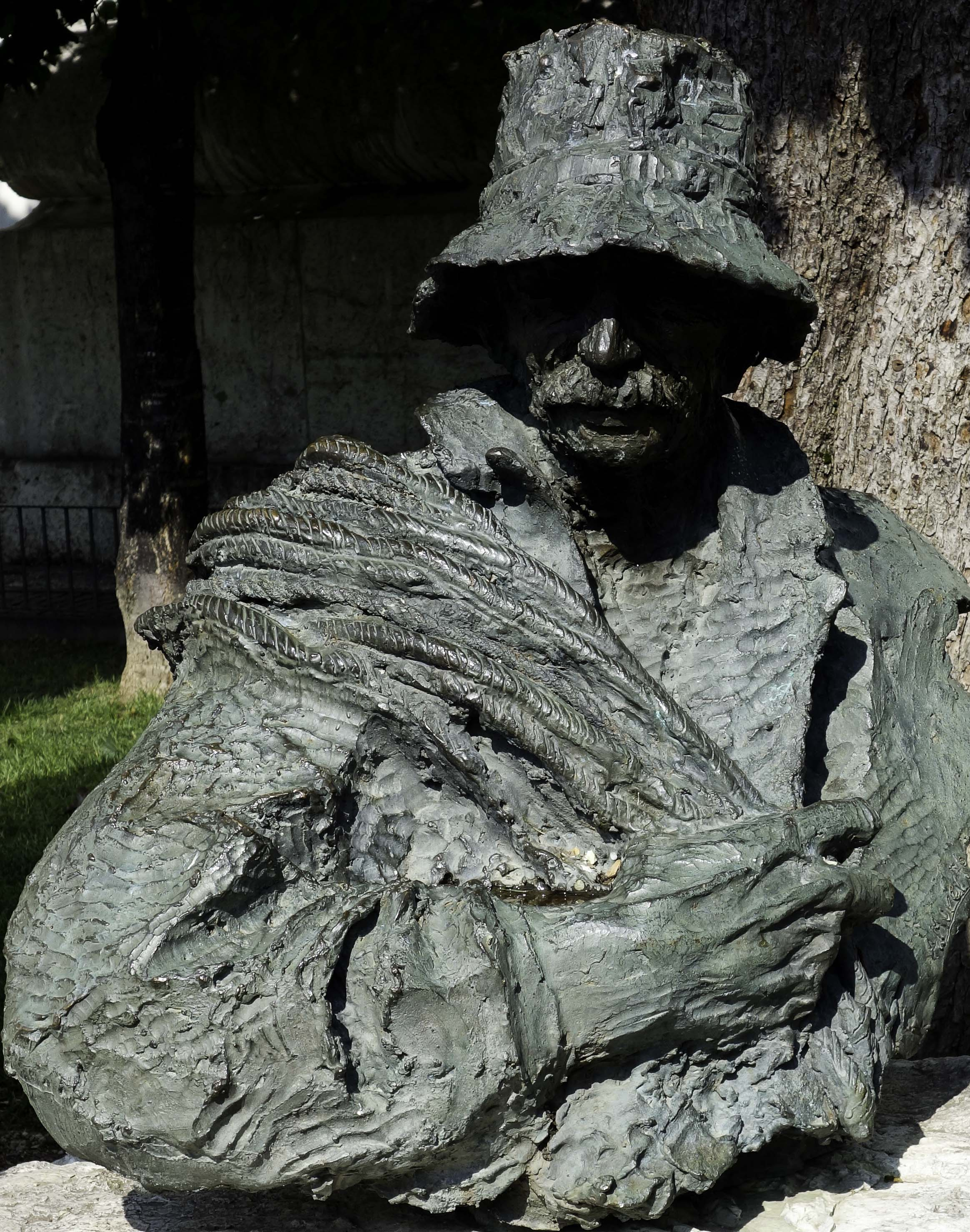
Angelo-Dibona-Denkmal in Cortina d’Ampezzo

Angelo Dibona (* 7. April 1879 in Cortina d’Ampezzo; † 21. April 1956 ebenda) war ein Bergführer und einer der besten Kletterer seiner Zeit.

## Leben
Dibona wuchs im damals ladinischsprachigen Cortina d’Ampezzo auf, das zur damaligen Zeit noch zu Österreich-Ungarn gehörte. Er war Vater von vier Töchtern und drei Söhnen, liebte Musik und spielte selber Gitarre und Klarinette.
1907 wurde er nach einem dreiwöchigen Kurs in Villach Bergführer und erwarb sich durch seine außergewöhnlichen Kletterfähigkeiten sowie seine Sprachkenntnisse – er sprach Italienisch, Deutsch und Englisch – einen guten Ruf, so dass sich Prominente, wie beispielsweise die Industriellen Guido und Max Mayer, von ihm führen ließen.
Als der Erste Weltkrieg ausbrach, nahm Dibona auf österreichischer Seite als Kaiserjäger daran teil. Namhafte Bergsteiger wie Sepp Innerkofler, Gustav Jahn, Luis Trenker und Rudl Eller waren seine Kameraden an der Dolomitenfront. Eng befreundet war Dibona mit dem Heeresbergführer Franz Aschenbrenner. Während des Krieges wurde Dibona nach St. Christina in Gröden zur „Bergführerersatz- und Instruktionsabteilung“ abkommandiert. Hier war er mit anderen großen Alpinisten, wie Erwin Merlet und Gustav Jahn, als Kursleiter und Ausbilder tätig. Dibona wurde für seinen Kriegseinsatz die Silberne Tapferkeitsmedaille 1. Klasse, die Silberne Tapferkeitsmedaille 2. Klasse und das Eiserne Verdienstkreuz mit der Krone am Bande der Tapferkeitsmedaille verliehen.
Nach dem Krieg blieben die ausländischen Touristen aus, was ihn finanziell sehr traf und seinen bergsteigerischen Wirkungsradius auf Südtirol einschränkte.
In den 1920er-Jahren arbeitete er als Skilehrer, was ihm ein bescheidenes Einkommen einbrachte. Über sein Leben während des italienischen Faschismus und im Zweiten Weltkrieg gibt es keine Informationen. International unbemerkt verstarb er 1956 in seiner Heimatstadt Cortina.
1976 wurde ihm an prominenter Stelle am Hauptplatz von Cortina, der Piazza Angelo Dibona, ein Denkmal in Form einer Bronzebüste errichtet. Bei der Einweihung meinte Luis Trenker: „Er war der berühmteste und erfolgreichste Bergführer seiner Zeit, vielleicht der universellste. Kein anderer Dolomitenführer kann ähnliche Leistungen aufweisen, und unter den jungen wird es so bald keinen geben, der ihm gleichkommt an menschlicher Größe …“ Seine Tochter Anonia ließ zum Gedenken an ihren Vater das Rifugio Angelo Dibona errichten.

## Der Bergsteiger
Zwischen 1910 und dem Ersten Weltkrieg bildete Dibona zusammen mit seinem Bergführerkollegen Luigi Rizzi und den wohlhabenden Brüdern Max und Guido Mayer aus Wien die wohl beste Seilschaft der Dolomiten. Zusammen begingen sie als Erstbegehungen z. B. die Nordwestkante am Großen Ödstein (1910) und die Laliderer-Nordwand (1911).
Angelo Dibona blieb immer in den Dolomiten heimisch. Seine Arbeit als Bergführer, in den Jahren vor 1914, mit anderen Gästen als den Mayer-Brüdern führte ihn in das Mont-Blanc-Gebiet und nach Großbritannien. Seine Erstbegehungen und seine umgängliche Art brachten ihm den Ruf ein „[…] der beste Dolomitenführer, nicht nur als Kletterer, auch als Mensch […]“ zu sein (Zitat: Franz Wenter). Er wurde zu einem der bekanntesten Führer und Bergsteiger überhaupt. Zu seinen Kunden durften sich beispielsweise auch der belgische König Albert I. und die Baronessen Eötvös rechnen.
Bekannte Berggrößen seiner Zeit zählten zu seinen Freunden, wie Franz Nieberl, Tita Piaz, Luis Trenker, Julius Kugy und andere. Hans Dülfer und Paul Preuß kannte er.
Zusammen mit seinem Bergführerkollegen Angelo Dimai beging Dibona ebenfalls neue Kletterrouten. Insgesamt werden ihm 60, nach anderer Quelle bis 70 Neutouren zugeschrieben.
Bei einem Interview im Jahr 2009 mit der Zeitung Der Standard bezeichnete Reinhold Messner ausdrücklich Angelo Dibona als einen der größten österreichischen bzw. altösterreichischen Bergsteiger neben Hermann Buhl, Matthias Rebitsch, Peter Habeler und Paul Preuß.

## Wichtige Touren

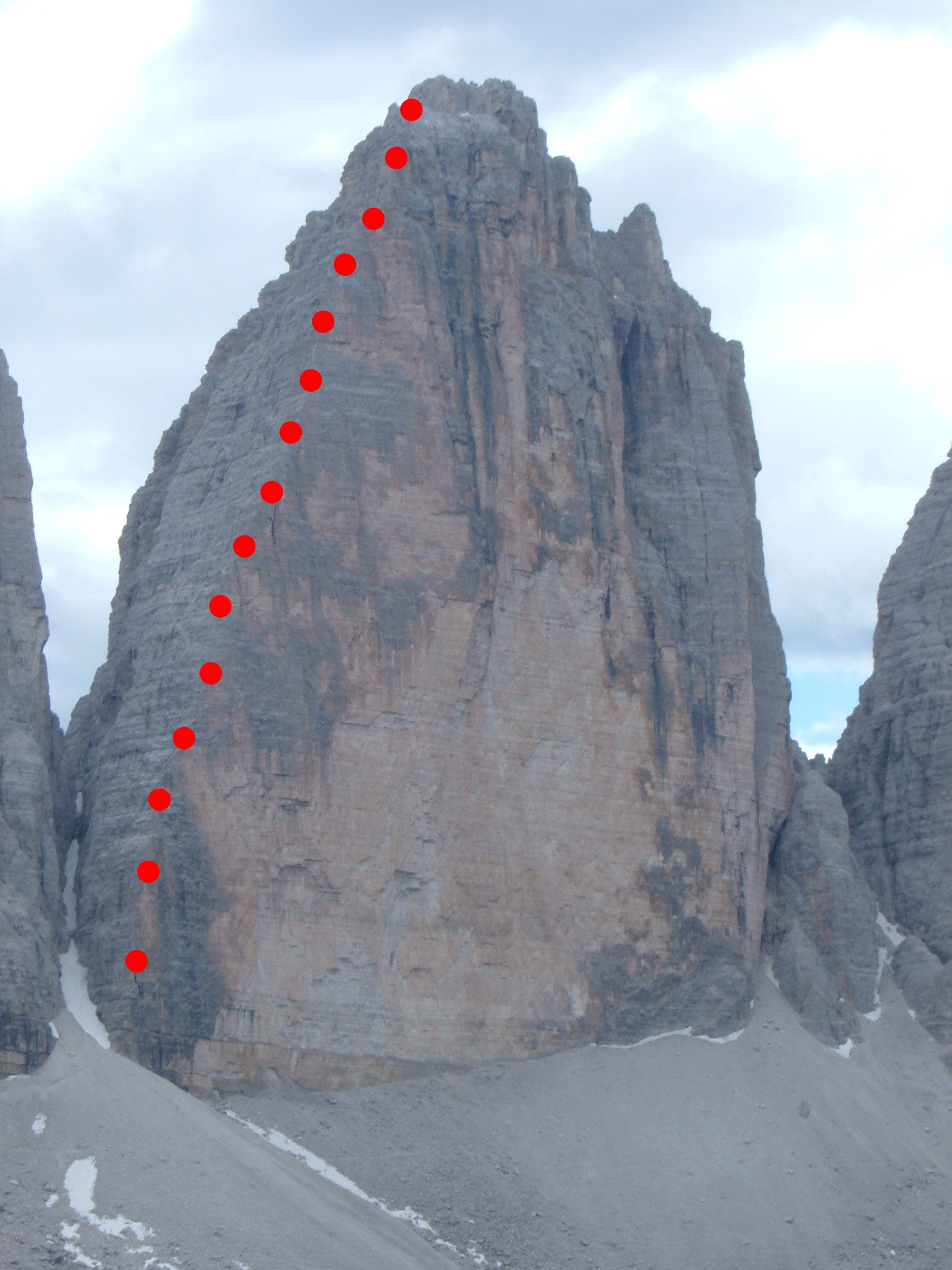
Dibona-Kante an der Nordwand der Großen Zinne (2999 m)

- 1908: Rizzi-Kamin (V (UIAA), 500 m) am Innerkoflerturm (3081 m), 1. Begehung mit Luigi Rizzi, Guido und Max Mayer[10]
- 1910: direkte Einser-Nordwand (VI- (UIAA), 800 m) in der Sextner Sonnenuhr, 1. Begehung mit Luigi Rizzi, Guido und Max Mayer[7]
- 1910: Nordwest-Kante am Großen Ödstein, 1. Begehung mit Luigi Rizzi, Guido und Max Mayer[7]
- 1910: Südwestwand des Croz dell’Altissimo (1000 m) in der Brenta, 1. Begehung mit Luigi Rizzi, Guido und Max Mayer[7]
- 1911: Laliderer-Nordwand, 1. Begehung mit Luigi Rizzi, Guido und Max Mayer[7]
- 1912: La Meije-Südwand, 1. Begehung mit Luigi Rizzi, Guido und Max Mayer[7]
- 1913: Dent du Requin-Nordostkante in der Mont-Blanc-Gruppe, 1. Begehung[11]
- 1913: Dôme de Neige des Écrins-Nordostkante, 1. Begehung mit Guido Mayer[7]
- 1916: Nordwand der Cima della Busazza[9]
- Dibona war darüber hinaus auch in verschiedenen Gebieten der britischen Inseln als Kletterer erfolgreich.
- Auch die berühmte Dibona-Kante an der Großen Zinne kletterte Dibona und stand mit seinem Namen für die vermeintliche Erstbegehung Pate; allerdings war diese markante Linie bereits ein Jahr zuvor, 1908, von Rudl Eller geklettert worden, was erst viel später bekannt wurde.

## Mauerhakenstreit
Bereits 1908 wendete sich Rudolf Fehrmann in seinem Elbsandsteinführer gegen künstliche Hilfsmittel im Klettersport. Er postulierte, dass das Schlagen von Tritten und Griffen, das Setzen von Mauerhaken zur Überwindung sonst unmöglicher Stellen usw. als unsportlich anzusehen sei. Mit einer nahezu gleichen Vision trat auch Paul Preuß an die Öffentlichkeit, was schließlich zu dem Mauerhakenstreit von 1911/12 führte. Im Laufe dieses Streites entwickelte Paul Preuß seine Klettergrundsätze, die bis heute Zündstoff für Kontroversen liefern.
Im Bezug auf diese Auseinandersetzung hieß es, dass Dibona sich heftige Wortgefechte mit Preuß geliefert habe und als „[…] bedenkenloser Verfechter des Sicherheitskletterns […] ein vehementer Gegner von Paul Preuß“ gewesen sei. Dennoch bleibt es unklar, ob es einen tatsächlichen Meinungsunterschied zwischen Preuß und Dibona gab, und wenn, dann welche Argumente Dibona heranführte. Gegen eine "vehemente Gegnerschaft" spricht zumindest folgende Aussage Dibonas: „Nie habe ich mich so gefreut wie in einem Gespräch mit ihm (Anmerkung: Paul Preuß) über Berge. In der Hakenfrage waren wir uns einig.“ Im Wesentlichen müssen sie sich einig gewesen sein, denn Dibona behauptete von sich, in seinem Bergsteigertun nicht mehr als 15 Mauerhaken gesetzt zu haben, was sowohl aus damaliger als auch aus heutiger Sicht eine geringe Zahl ist.
Als Paul Preuß 1913 tödlich verunglückte, waren es vor allem die Südtiroler Bergführer – allen voran Dibona, Piaz und Comici –, die das Andenken an diesen ungewöhnlichen Menschen zu bewahren versuchten.
Luis Trenker, der bis zuletzt mit Dibona befreundet war, fragte ihn eines Tages, wie viele Haken er insgesamt geschlagen hatte. „Fünfzehn“, antwortete Dibona, „davon sechs in der Laliderer-Nordwand, drei am Ödstein, zwei an der Croz dell' Altissimo, einen am Einser und den Rest auf anderen schwierigen Anstiegen.“ Nach seinen drei schwierigsten Touren gefragt, meinte er: „Die Südwand der Meije, dann der Dent de Réquin und die Ailefroide.“